# Emsländische Geschichte
 (juin 2023).
La mise en forme du texte ne suit pas les recommandations de Wikipédia : il faut le « wikifier ».
Les points d'amélioration suivants sont les cas les plus fréquents. Le détail des points à revoir est peut-être précisé sur la page de discussion.
- Les titres sont pré-formatés par le logiciel. Ils ne sont ni en capitales, ni en gras.
- Le texte ne doit pas être écrit en capitales (les noms de famille non plus), ni en gras, ni en italique, ni en « petit »…
- Le gras n'est utilisé que pour surligner le titre de l'article dans l'introduction, une seule fois.
- L'italique est rarement utilisé : mots en langue étrangère, titres d'œuvres, noms de bateaux, etc.
- Les citations ne sont pas en italique mais en corps de texte normal. Elles sont entourées par des guillemets français : « et ».
- Les listes à puces sont à éviter, des paragraphes rédigés étant largement préférés. Les tableaux sont à réserver à la présentation de données structurées (résultats, etc.).
- Les appels de note de bas de page (petits chiffres en exposant, introduits par l'outil «  Source ») sont à placer entre la fin de phrase et le point final[comme ça].
- Les liens internes (vers d'autres articles de Wikipédia) sont à choisir avec parcimonie. Créez des liens vers des articles approfondissant le sujet. Les termes génériques sans rapport avec le sujet sont à éviter, ainsi que les répétitions de liens vers un même terme.
- Les liens externes sont à placer uniquement dans une section « Liens externes », à la fin de l'article. Ces liens sont à choisir avec parcimonie suivant les règles définies. Si un lien sert de source à l'article, son insertion dans le texte est à faire par les notes de bas de page.
- La présentation des références doit suivre les conventions bibliographiques. Il est recommandé d'utiliser les modèles {{Ouvrage}}, {{Chapitre}}, {{Article}}, {{Lien web}} et/ou {{Bibliographie}}. Le mode d'édition visuel peut mettre en forme automatiquement les références.
- Insérer une infobox (cadre d'informations à droite) n'est pas obligatoire pour parachever la mise en page.

Pour une aide détaillée, merci de consulter Aide:Wikification.
Si vous pensez que ces points ont été résolus, vous pouvez retirer ce bandeau et améliorer la mise en forme d'un autre article.
 (juin 2023).
Si vous disposez d'ouvrages ou d'articles de référence ou si vous connaissez des sites web de qualité traitant du thème abordé ici, merci de compléter l'article en donnant les références utiles à sa vérifiabilité et en les liant à la section « Notes et références ».
L'Emsländische Geschichte est une revue scientifique régionale publiée depuis 1991 par la Société d'études de l'histoire régionale du pays de l'Ems, fondée en 1989. La série paraît - avec quelques interruptions dans les premières années - annuellement à la fin de l'année.

## Rédaction
La première équipe de rédaction est composée du président Stefan Remme et d'Uwe Eissing. Paul Thoben les rejoints pour le volume 2. Les volumes 3 et 4 sont réalisés par Uwe Eissing et Christof Haverkamp. Pour le volume 5, Remme réintégre l'équipe d'édition. Pour le volume 6, Helmut Lensing remplace Uwe Eissing dans la rédaction. Pour le volume 8, Remme quitte l'équipe d'édition et Paul Thoben réintégre la rédaction, Helmut Lensing prenant la direction de l'équipe de rédaction. Depuis le tome 13, Helmut Lensing, Christof Haverkamp et Heinz Kleene rédigent les volumes de cette série.

## Lieu d'édition et maison d'édition
Les deux premiers volumes de l'Emsländischen Geschichte sont publiés par Fehn-Verlag Joh. Eissing à Papenbourg et les volumes 3 et 4 par Verlag Edition Temmen à Brême. Depuis le tome 5, l'Emsländischen Geschichte est publiée par la Société d'études de l'histoire régionale du pays de l'Ems, initialement basée à Meppen, à partir du tome 5 à Dohren et depuis le tome 8 (2000) à Haselünne. Grâce à la coopération avec l'association régionale du pays de l'Ems, le siège social est transféré à Meppen en 2021.

## Thèmes de la série
L'Emsländischen Geschichte traite du passé de la région du pays de l'Ems/comté de Bentheim et de ses relations avec les régions voisines, de sorte que l'on y trouve également des articles sur les liens de la région avec les Pays-Bas, la Frise-Orientale, le pays de Münster oldenbourgeois, le pays d'Osnabrück et le pays de Münster. Si les contributions généalogiques sont encore majoritaires dans les premiers volumes, l'éventail des thèmes abordés ne cesse de s'élargir depuis. Par exemple, la série publie des sources commentées, comme des journaux de guerre pour les villes de Schüttorf et Haselünne, rapports des pasteurs locaux sur l'époque national-socialiste dans les paroisses catholiques de Meppen et Lingen, ou encore commentaires sur des périodes de chroniques scolaires dans le pays de l'Ems et le comté de Bentheim. Des mémoires, thèses scolaires et universitaires sont également imprimés, comme des ouvrages sur les stérilisations forcées dans la région de Bentheim à l'époque nazie (tome 15), sur Hümmlinger avant le Reichskammergericht (tome 15), sur les relations germano-néerlandaises après 1945 avec un focus sur le comté de Bentheim (tome 18), la grippe espagnole (tome 21/2014), sur la perception des enfants des combats de la fin de la guerre en 1945 dans la région de Lingen (23/2016) et sur divers aspects de la Première Guerre mondiale (du vol. 26).
Depuis le volume 6 (1997), les résultats du projet "Biographien zur Geschichte des Emslands und der Grafschaft Bentheim" sont publiés dans chaque volume. Jusqu'au volume actuel 28 (2021), il y a déjà plus de 200 biographies. Une autre constante de la série est la présentation de musées régionaux ainsi que la reproduction et la mise à jour du livret "Emsländische Burgenfahrt" publié en 1923 par Alexander Geppert. Ce livre présente les châteaux et les manoirs de l'Emsland et leur histoire. Le volume 25 marque le début de l'impression d'une étude de plusieurs années sur le parti centriste dans la province de Hanovre pendant la République de Weimar.
Depuis le volume 14, la série accueille des contributions dans le domaine de la "nature et de l'environnement", dont la plupart sont ancrées dans l'histoire. De nombreux articles publiés jusqu'à présent sont consacrés à la période national-socialiste, encore relativement peu étudiée au niveau régional. Outre l'exploitation biographique de la région, la revue est connue pour ses recherches sur la période national-socialiste, la Première et la Seconde Guerre mondiale ainsi que sur l'histoire régionale des partis et des églises.

## Personnel
Outre les membres de la société d'études - en particulier Helmut Lensing, Christof Haverkamp, Horst Heinrich Bechtluft, Heinz Kleene, Paul Thoben, Gregor G. Santel, Hans Joachim Albers et Franz Josef Buchholz comme Tobias Böckermann (de), Andreas Schüring, Manfred Fickers, Ulrich Adolf, Bernhard Fritze, Gerhard Plasger, Erich Gövert, Werner Straukamp ou Gerd Harpel sont (ou étaient) des collaborateurs réguliers de la série. Des historiens de renom tels que Ger van Roon (de) et Zeno Kolks des Pays-Bas, Maria Anna Zumholz (de), Michael Hirschfeld (de), Klemens-August Recker, Christoph A. Rass, Eugen Kotte (de), Alwin Hanschmidt (de) et Matthias Gatzemeier (de) sont également publiés dans la série.